# Psednometopum nigritum
Psednometopum nigritum är en tvåvingeart som först beskrevs av Munro 1937.  Psednometopum nigritum ingår i släktet Psednometopum och familjen borrflugor. Inga underarter finns listade i Catalogue of Life.